# Marco Brunotte

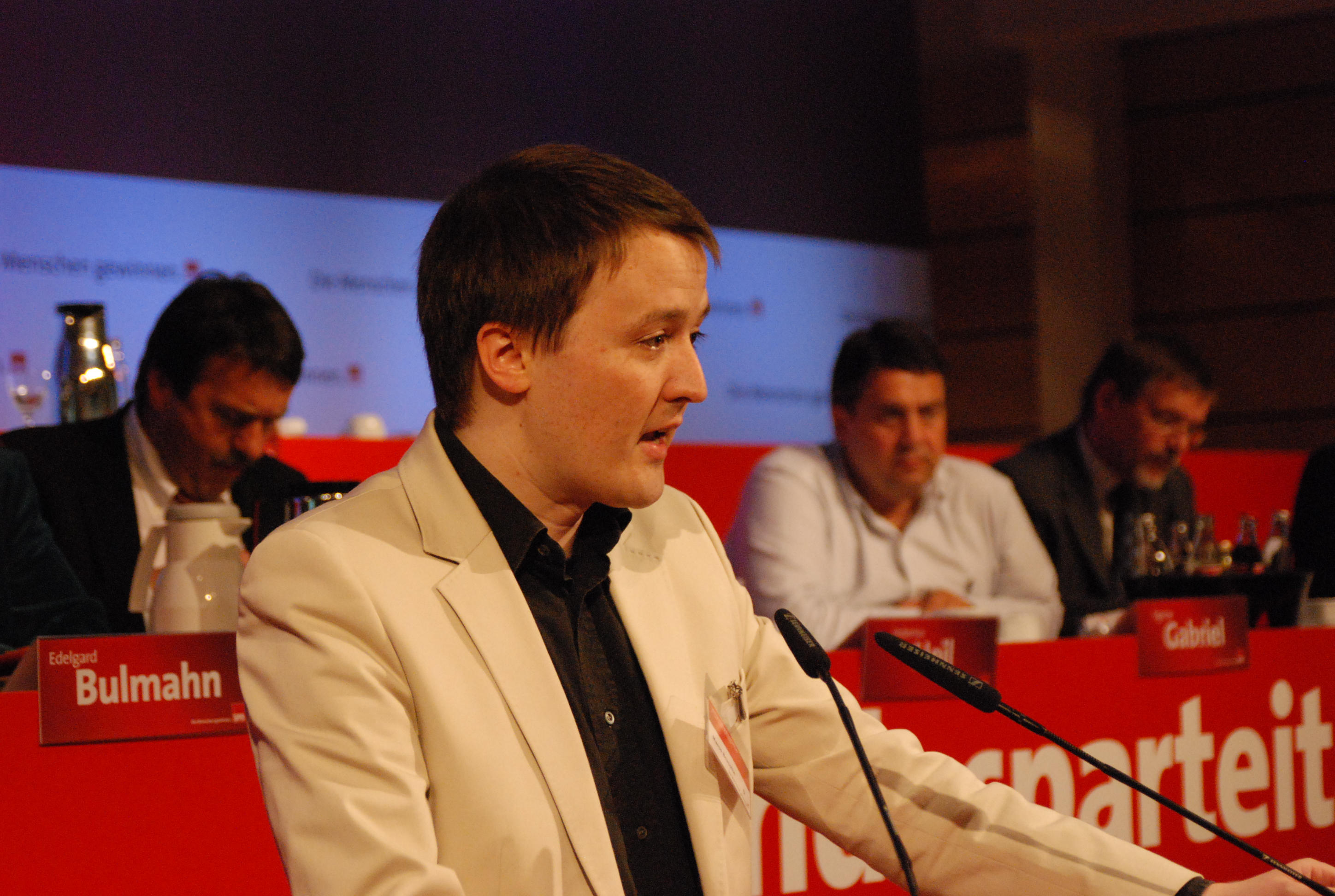
Marco Brunotte (2008)

Marco Brunotte (* 14. März 1977 in Hannover) ist ein deutscher Politiker (SPD). Von 2008 bis 2017 war er Mitglied des Niedersächsischen Landtages.

## Biografie
Nach dem Abitur an der IGS Langenhagen absolvierte Brunotte seinen Zivildienst bei der Johanniter-Unfall-Hilfe. Anschließend machte er eine Ausbildung zum Bankkaufmann bei der NORD/LB in Hannover. Danach studierte er ohne Abschluss Wirtschafts- und Rechtswissenschaften und war bis zu seinem Einzug in den Landtag selbstständiger Organisations- und Politikberater sowie als Dozent für Kommunalpolitik tätig.
Im Jahr 1994 wurde Brunotte Mitglied der SPD. Brunotte ist Finanzverantwortlicher des SPD-Unterbezirks Region Hannover und gehört somit dem geschäftsführenden Vorstand des Unterbezirks an.
Seit 1997 ist er Ratsherr der Stadt Langenhagen. Dort ist er Vorsitzender des Bildungsausschusses und jugendpolitischer Sprecher der SPD-Fraktion. Im Jahr 2000 wurde Brunotte zum Vorsitzenden des SPD-Ortsvereins Langenhagen gewählt. 2001 war er Absolvent der Sozialdemokratischen Kommunalakademie.
Bei der Landtagswahl 2008 trat er als Direktkandidat im Wahlkreis 31 an, unterlag jedoch mit 31,9 Prozent der Stimmen Emil Brockstedt, dem Kandidaten der CDU. Dennoch zog er als 26. der SPD-Landesliste in den Niedersächsischen Landtag ein. In der SPD-Fraktion wurde er Sprecher für die Bereiche Wohnungsbau und Justizvollzug/Straffälligenhilfe.
Obwohl er in der nachfolgenden Landtagswahl 2013 seine Stimmen auf 35,7 Prozent steigern konnte, unterlag er dem Kandidaten Rainer Fredermann der CDU. Erneut zog er über die SPD-Landesliste in den Niedersächsischen Landtag ein. In der neuen Fraktion erhielt er zusätzlich zur Mitarbeit in den bisherigen Ausschüssen den Vorsitz des Ausschusses für den Verfassungsschutz.
Bei der Landtagswahl 2017 konnte Brunotte sein Erststimmenergebnis erneut steigern und erzielte 37,0 Prozent der Stimmen. Dennoch unterlag er erneut dem CDU-Kandidaten Rainer Fredermann. Aufgrund des guten Erststimmenergebnisses der SPD wurden allerdings keine Mandate über die Landesliste vergeben, sodass Brunotte dem 18. Niedersächsischen Landtag nicht mehr angehörte.
Nach seinem Ausscheiden aus dem Niedersächsischen Landtag wurde er am 1. Juli 2018 hauptamtlicher Vorstand des Bezirksverbandes der Arbeiterwohlfahrt.